# アセテート繊維

アセテート繊維の構造（ジアセテート）

アセテート繊維（アセテートせんい）は、アセチルセルロース（酢酸セルロース）から作られる繊維質の素材である。
アセテート繊維は、木材パルプ（セルロース）を原料に、酢酸を反応させたアセチルセルロースより作られる半合成繊維である。付加するアセチル基の数で呼び名が異なり、2つ付いたものをジアセテート、3つが付いたものをトリアセテートと呼ぶ。

## 歴史
スイスの化学者でアセチルセルロースの製品化を手がけていたカミーユ・ドレフュスとアンリ・ドレフュスによって、1913年に開発された。だが第一次世界大戦の煽りで実用化は遅れ、1924年に工業生産にこぎ付け現在のセラニーズの淵源の一つとなっている。日本では1948年に生産が始まっている。
たばこのフィルターでは1931年にアメリカ合衆国で紙製フィルター付きのものが登場していたが、1950年代にこのアセテート繊維を使ったフィルターへと置き換わるようになっていった。日本ではたばこ向けのものは日本たばこ産業子会社の日本フィルター工業が1958年より製造するようになったようである。

## 特徴と性質
生産量ではジアセテートの方が合成が容易であることから多く生産されている。トリアセテートは特に耐熱性に優れるという特徴をもつが、ジアセテートに比べトリアセテートは吸湿性にやや難がある。たばこのフィルターには、主にジアセテートが用いられている。シンナーなどの有機溶剤に溶ける性質がある。
アセチルセルロースは若干の生分解性を持つが、一般にセルロース系プラスチックの物性は比較的安定しており、微生物に消費されやすく短期間で分解されることを前提とした澱粉系の生分解性プラスチックと異なる。

### 製造と用途
アセテート繊維の原料となるセルロースは木材由来、アセチル基となるエステルは石油などからの化学合成による。アセチルセルロースをアセトンに溶解させ、これを細い穴から噴射、熱風を用いて乾燥させることで繊維に整形する。アセチルセルロースを溶解する溶剤や可塑剤等の添加剤には人体に有害な物質もあるので、各物質の製品安全データシート (MSDS) に従い、注意して取り扱う必要がある。
アセテート繊維は寄り合わせて糸にすることで、適度な吸湿性を持ち、また美しい光沢があるなど絹に似た風合いを出すことができる。またやわらかい素材感が得られることから、衣服の素材としても利用されているが、伸張や摩擦に対する耐久性がそれほど高くなく、高級ファッションの一部に利用される。
たばこのフィルターとしては、特に熱を加えても嫌な臭いを出さないという性質もあって、今日でもたばこの味を変えない素材として利用されている。原料であるアセチルセルロースが難燃性を持つことから、他の素材と組み合わせて防火カーテンなどにも利用されている。